# 加工米飯

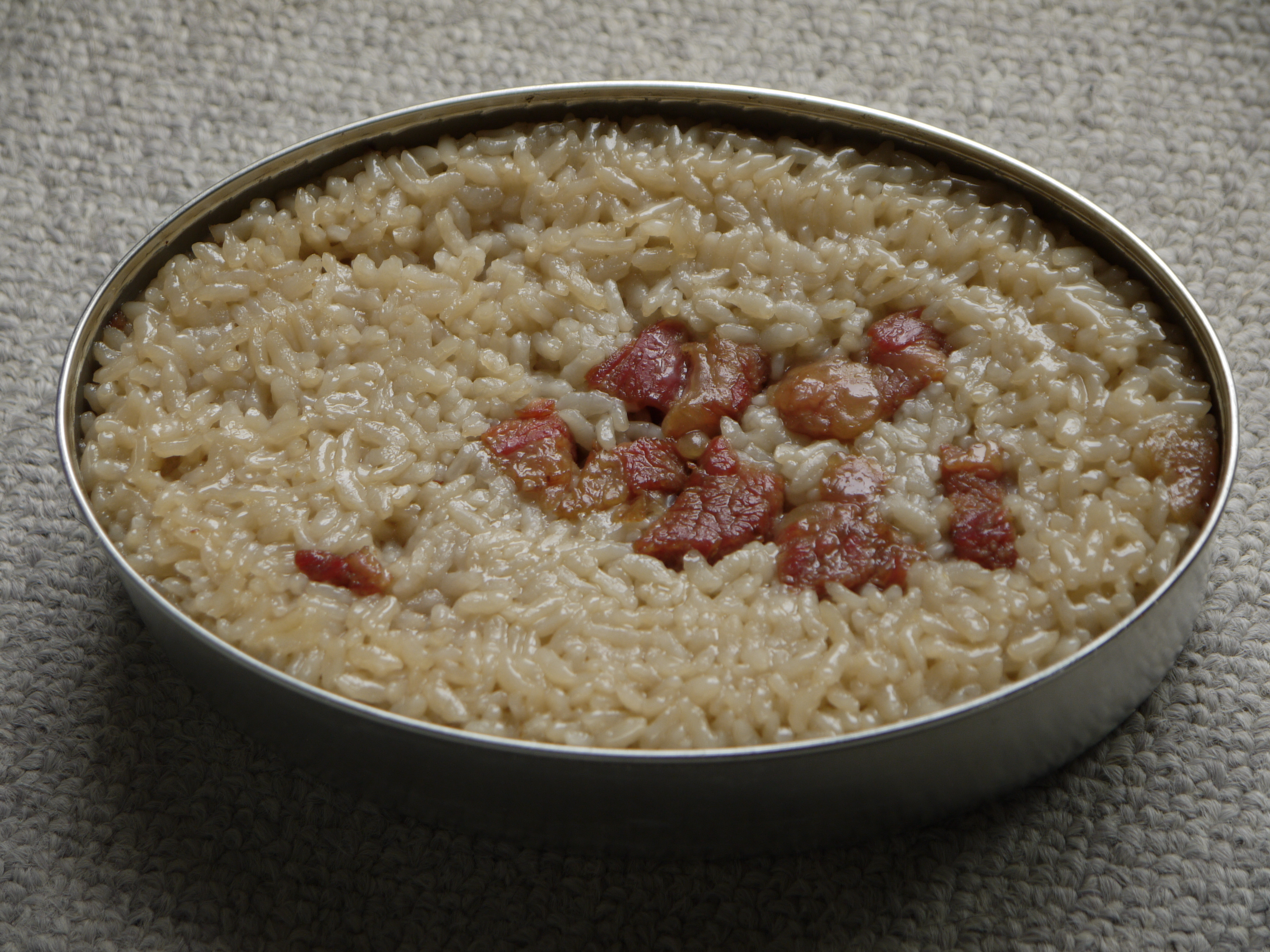
米飯の缶詰

加工米飯（かこうべいはん）とは、調理済みの米飯を密閉し、簡単な調理、または調理なしで食べることを可能としたコメの加工食品の総称である。

## 歴史
加工米飯の日本での起源は、古墳時代（5世紀頃）に食べられていた干飯と考えられている。近代以降では、1935年に日本軍の食料として乾燥米飯（アルファ化米）が開発され、1973年にレトルト食品の赤飯（包装米飯）、1975年にレトルトの白飯が開発された。1988年に初の無菌包装米飯としてサトウ食品の「サトウのごはん」が発売された。その後、冷凍食品、チルド食品、缶詰など、様々な保存方法の米飯が開発、発売されている。公益社団法人・米穀安定供給確保支援機構によれば、2013年には日本で32万4千トンの加工米飯が生産されており、うち約5割を冷凍食品、約4割を無菌包装米飯が占めている。チャーハン、ピラフ、炊き込みご飯などメニューも豊富である。

## 利用状況
加工米飯は容易に調理できて味も良いことが特長であり、炊き立ての飯と味が変わらないとの声もある。一般社団法人・栄養改善普及会の2003年の調査によれば、日本国内での加工米飯の利用者は消費者の90パーセントであり、うち48パーセントが月1回以上、加工米飯を利用している。利用する理由は「簡便」「簡単」と声がの半数以上を占め、少量の飯を炊くよりも手軽との声も聞かれる。核家族や高齢者世帯の増加、女性の有職者の増加、電子レンジの普及も、加工米飯の利用増加の一因である。日本国外では欧米などにも輸出されて普及している。
この他、アルファ化米や缶詰は3年程度の常温保存が可能なため、災害時の非常食、保存食として利用されることもある。